# Nicole Herschmann
Nicole Herschmann (Rudolstadt, 27 oktober 1975) is een bobsleeër uit Duitsland.
Op de Olympische Winterspelen van Salt Lake City in 2002 nam Herschmann samen met Susi Erdmann deel aan het onderdeel bobsleeën, waar ze in de tweemansbob de bronzen medaille behaalde.
Op de Olympische Winterspelen van Turijn in 2006 kwam ze haar bronzen medaille verdedigen, maar eindigde ze als vijfde.
In 2004 behaalt ze met Claudia Schramm een zilveren medaille op de Europese kampioenschappen bobsleeën en skeleton.
Op de Wereldkampioenschappen bobsleeën 2008 behaalt ze een bronzen medaille met Claudia Schramm.
Herschmann was ook actief in de atletiek, onder andere op de 100 meter sprint en 100 meter horden.
- World Athletics: 14278015